# Bojonegoro (onderdistrict)
Bojonegoro (in de koloniale tijd Bodjonegoro genoemd) is een onderdistrict (kecamatan) in en de hoofdplaats van het gelijknamige regentschap in de Indonesische provincie Oost-Java.

## Geschiedenis
De stad werd op 20 oktober 1677 gesticht door Mas Toemapel, de eerste regent.
Op 29 juli 2006 eiste een explosie van de olieraffinaderij van Pertamina-PetroChina in de stad 150 gewonden. Zesduizend anderen vluchtten.
Balen · Baureno · Bojonegoro · Bubulan · Dander · Gondang · Kalitidu · Kanor · Kapas · Kasiman · Kedewan · Kedungadem · Kepohbaru · Malo · Margomulyo · Ngambon · Ngasem · Ngraho · Padangan · Purwosari · Sekar · Sugihwaras · Sukosewu · Sumberejo · Tambakrejo · Temayang · Trucuk